# San Felice Aversa Normanna 2008-2009
Questa pagina raccoglie le informazioni riguardanti l'Aversa Normanna nelle competizioni ufficiali della stagione 2008-2009.

## Rosa
| N. |                   | Ruolo | Calciatore           |
| -- | ----------------- | ----- | -------------------- |
|    | Italia (bandiera) | C     | Mariano Arini        |
|    | Italia (bandiera) | D     | Gaetano Avolio       |
|    | Italia (bandiera) | D     | Carlo Baylon         |
|    | Italia (bandiera) | D     | Valerio Carboni      |
|    | Italia (bandiera) | D     | Sergio Daniel Caruso |
|    | Italia (bandiera) | P     | Antonio Castelli     |
|    | Italia (bandiera) | C     | Francesco Chietti    |
|    | Italia (bandiera) | D     | Federico Chirico     |
|    | Italia (bandiera) | D     | Antonio Cozzolino    |
|    | Italia (bandiera) | P     | Vincenzo Criscuolo   |
|    | Italia (bandiera) | D     | Stefano De Angelis   |
|    | Italia (bandiera) | P     | Biagio Del Giudice   |
|    | Italia (bandiera) | D     | Rosario Di Girolamo  |
|    | Italia (bandiera) | C     | Roberto Franzese     |
|    | Italia (bandiera) | A     | Giancarlo Improta    |
|    | Italia (bandiera) | A     | Francesco Ingenito   |
|    | Italia (bandiera) | A     | Fabio Longo          |
|    | Italia (bandiera) | C     | Antonio Marasco      |
|    | Italia (bandiera) | C     | Gennaro Marasco      |
|    | Italia (bandiera) | D     | Maurizio Maraucci    |

| N. |                   | Ruolo | Calciatore             |
| -- | ----------------- | ----- | ---------------------- |
|    | Italia (bandiera) | C     | Diego Matarazzo        |
|    | Italia (bandiera) | A     | Mattia Menichini       |
|    | Italia (bandiera) | D     | Davide Migliozzi       |
|    | Italia (bandiera) | C     | Pasquale Ottobre       |
|    | Italia (bandiera) | D     | Michele Pagano         |
|    | Italia (bandiera) | C     | Michele Palmiero       |
|    | Italia (bandiera) | C     | Cosimo Palumbo         |
|    | Italia (bandiera) | D     | Manuel Panini          |
|    | Italia (bandiera) | A     | Massimo Perna          |
|    | Italia (bandiera) | P     | Simone Pettinari       |
|    | Italia (bandiera) | A     | Ciro Porzio            |
|    | Italia (bandiera) | A     | Umberto Prisco         |
|    | Italia (bandiera) | A     | Gaetano Romano         |
|    | Italia (bandiera) | C     | Giovanni Rosamilla     |
|    | Italia (bandiera) | A     | Giancarlo Salve        |
|    | Italia (bandiera) | A     | Luca Selvaggi          |
|    | Italia (bandiera) | A     | Salvatore Sibili       |
|    | Italia (bandiera) | C     | Sirio Silvestri        |
|    | Italia (bandiera) | A     | Salvatore Vicchiarello |
|    | Italia (bandiera) | C     | Francesco Zolfo        |